# Tajine

Tajine mit konischem Deckel

Die Tajine, auch Tagine (arabisch طاجن, DMG ṭāǧin, pl. طواجن / ṭawāǧin, arabische Aussprache: [ˈṭaː(d)ʒin], deutsch-französische Aussprache [taˈ(d)ʒi(ː)n]) ist in der Küche des Maghreb in Nordafrika ein rundes aus Lehm gebranntes Schmorgefäß mit einem gewölbten oder kegelförmigen Deckel. Die Spitze des Deckels ist meist wie ein Schlot geformt und dient beim Öffnen des Kochgeschirrs als Griff. 
Das in der Tajine gekochte Gericht wird wie das Kochgefäß genannt. Die vor allem in Marokko verbreitete Zubereitung von Tajines stammt aus der Berberküche. In Tajines geschmort werden Fleisch- (vor allem Lamm und Huhn), Fisch- und Gemüsegerichte, die in der Regel mit Fladenbrot gegessen werden, aber auch süße Speisen.

## Funktionsweise

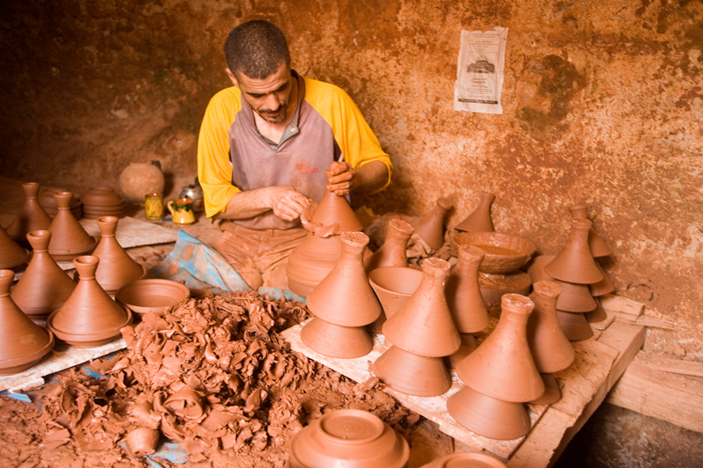
Tajine-Töpferei

Wie andere Dampfkochtopfsysteme arbeitet der traditionelle Lehmkochtopf aus dem Maghreb folgendermaßen: Der keramische Grundstoff des Kochgefäßes – Lehm oder stark gemagerter Ton – wird bei dessen Herstellung niedrig gebrannt (Irdenware), daher hält die Tajine während des Kochens schnelle Temperaturwechsel aus, ohne zu zerspringen. Das Gefäß schützt das Essen mit seiner relativ dicken Wand vor dem Anbrennen und leitet die Hitze in seinem Innern gleichmäßig weiter. In der Tajine werden alle für die Zubereitung eines Gerichts benötigten Zutaten übereinandergelegt; der spitze (arabische) oder gewölbte (berberische) Deckel sorgt dafür, dass die Hitze lange Zeit konstant gehalten wird. Vergleichbare keramische Brennverfahren, Aufbau und Verwendung finden sich auch in Kochkulturen außerhalb des Maghrebs.
Während des Kochvorgangs kondensiert der Dampf im Innern des Gefäßes, setzt sich an den Innenwänden ab und läuft zurück zum Gargut und steigt danach erneut als Dampf auf. Durch diesen ständigen Kreislauf wird der Inhalt schonend gegart und kann im eigenen Saft schmoren. Der Dampf stammt von den Zutaten selbst; bei relativ trockenen Zutaten (wie etwa dem in Marokko beliebten Huhn oder Lamm mit Backpflaumen) wird nach dem Anbraten zu Beginn des Schmorprozesses ein wenig Flüssigkeit (Wasser, eventuell Zitronensaft) hinzugegeben. 
Eigneten sich Tajines ursprünglich nur für das Kochen auf Holzkohlefeuer und Gaskochern, gibt es heute Tajines mit glattem geradem Boden für die Verwendung auf Elektrokochplatten und Ceranfeldern. Für die Verwendung auf Induktionskochfeldern ist zusätzlich eine Adapterplatte erhältlich. Beim Kochen auf der Gasflamme ist auf eine gleichmäßige, großflächige Verteilung der Hitze unter dem Boden des Topfes zu achten, da ungleichmäßige, punktuelle Hitze Risse im Ton bewirken kann. Um einer Beschädigung des Gefäßes vorzubeugen, werden die Speisen stets bei geringer bis mittlerer Hitze gegart. Auch das Anbraten zu Beginn geschieht bei mittlerer Hitze.
Tajines sind glasiert oder mit naturbelassener rauer Oberfläche erhältlich. Die traditionelle Tajine hat keine Glasur und wird vor dem ersten Gebrauch einige Stunden in Wasser gelegt und anschließend mit Öl, etwas Wasser und Gemüse „eingekocht“. So bildet sich am Boden eine Patina, die die Poren der Keramik teilweise verschließt und als gleichsam natürliche Antihaftschicht dient. Vor jedem Kochen wird die unglasierte Tajine erneut gewässert, dadurch nimmt die offenporige Keramik des Deckels beim Kochen kaum Wasserdampf auf, lässt ihn kontinuierlich nach unten sinken und hält das Schmorgut feucht. Die Reinigung der Tajine erfolgt mit einem Schwamm und heißem Wasser ohne chemische Hilfsmittel.
Bei glasierten Tajines ist darauf zu achten, dass die Glasur nicht – wie früher üblich – bleihaltig und somit gesundheitsschädlich ist. Erhältlich sind sie mit einer Bemalung aus traditionellen oder modernen Mustern. Eine glasierte Tajine nimmt das Aroma der Speisen im Vergleich zu naturbelassenen Gefäßen weniger an, sodass sie sich nach der Verwendung leichter reinigen lässt. 

Gefäßformen
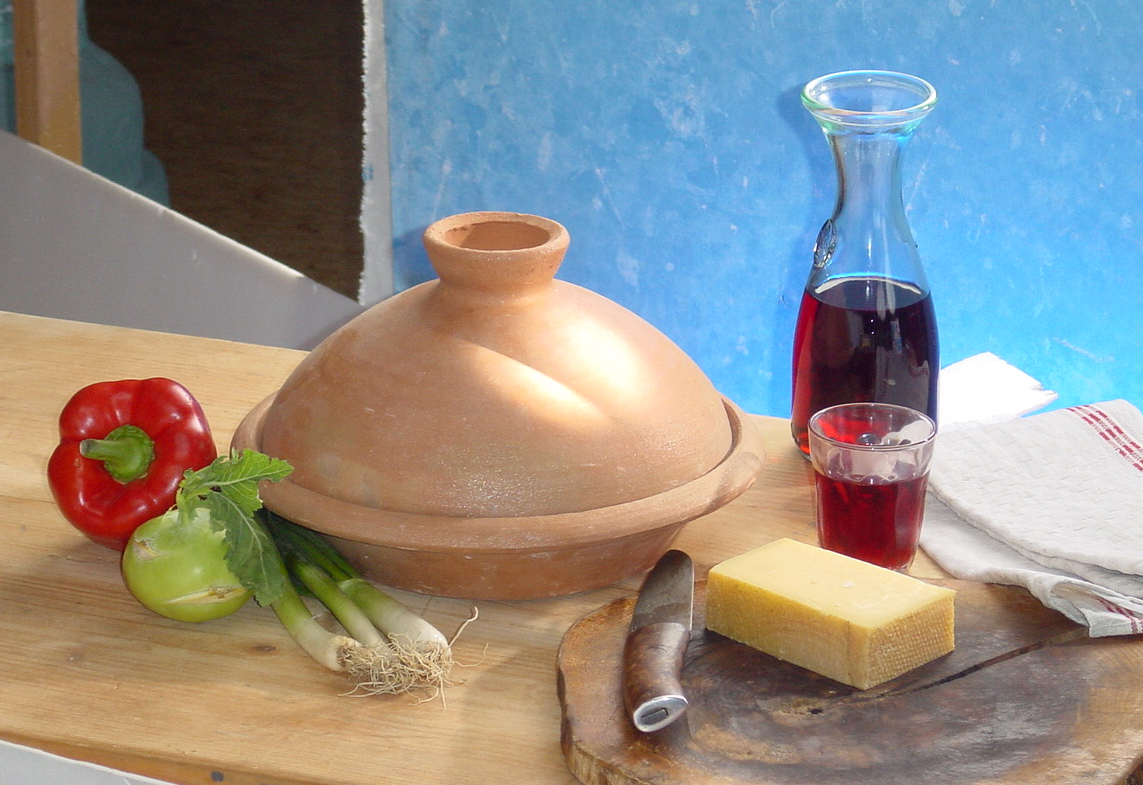
Tajine ohne Glasur mit dem ursprünglich bei den Berbern gebräuchlichen gewölbten Deckel
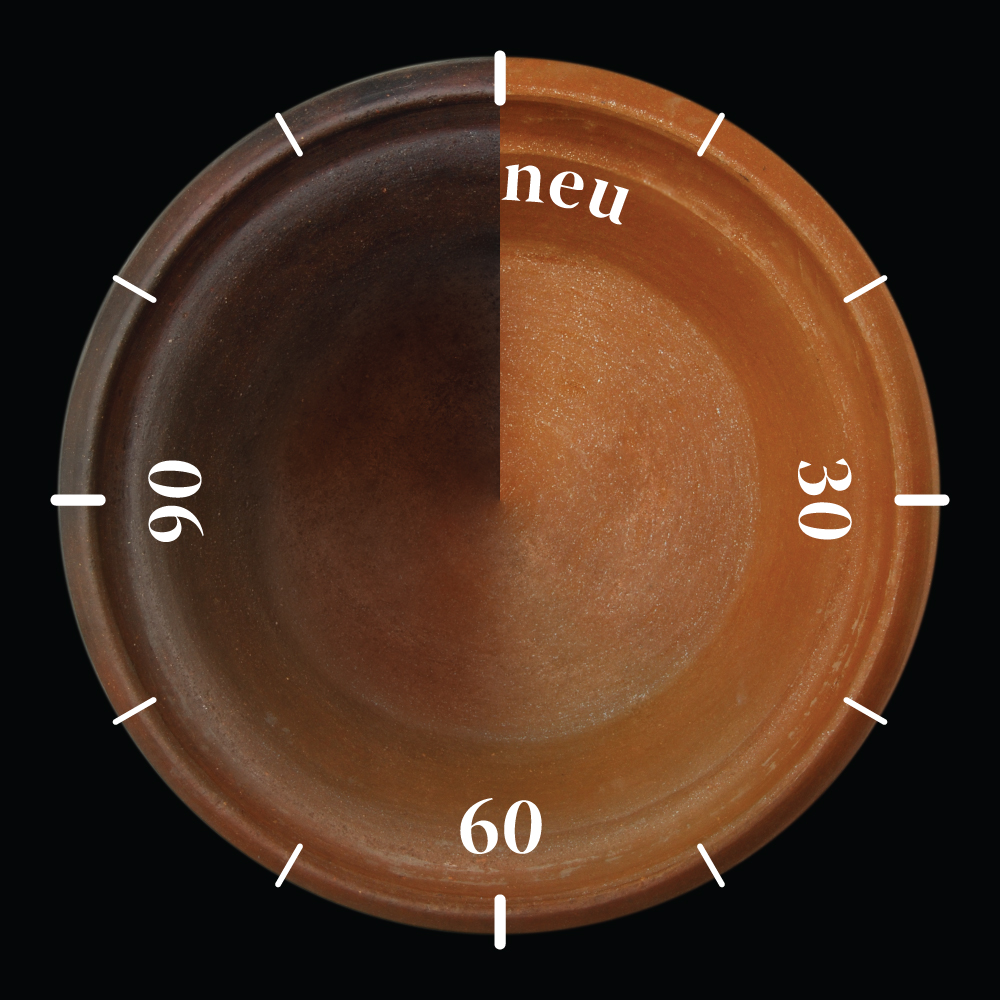
Angegeben ist die Häufigkeit des Gebrauchs, die nötig ist, damit die Patina wie abgebildet aussieht
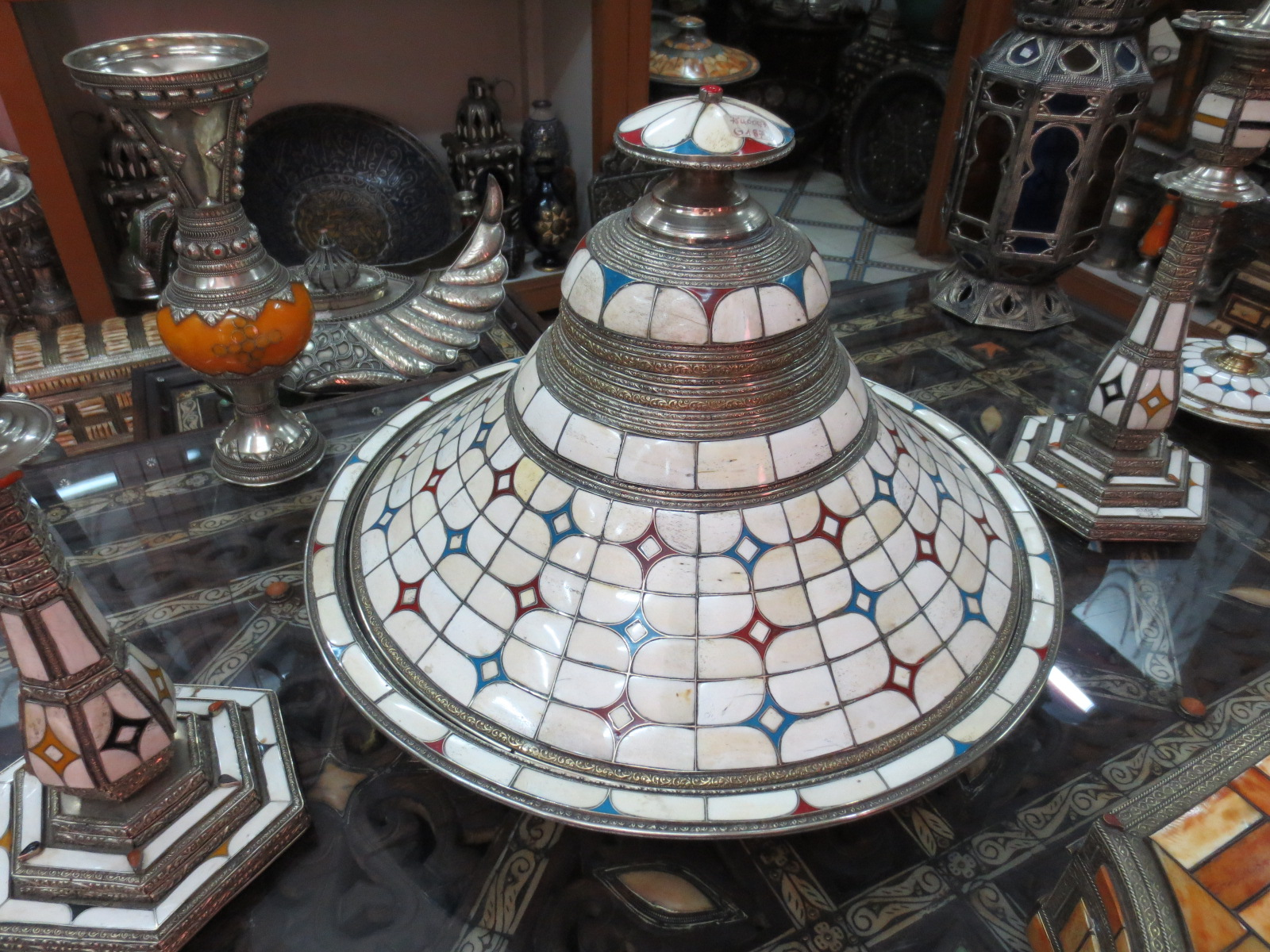
Reich verzierte „klassische“ Tajine mit Glasur und geometrischer Ornamentik
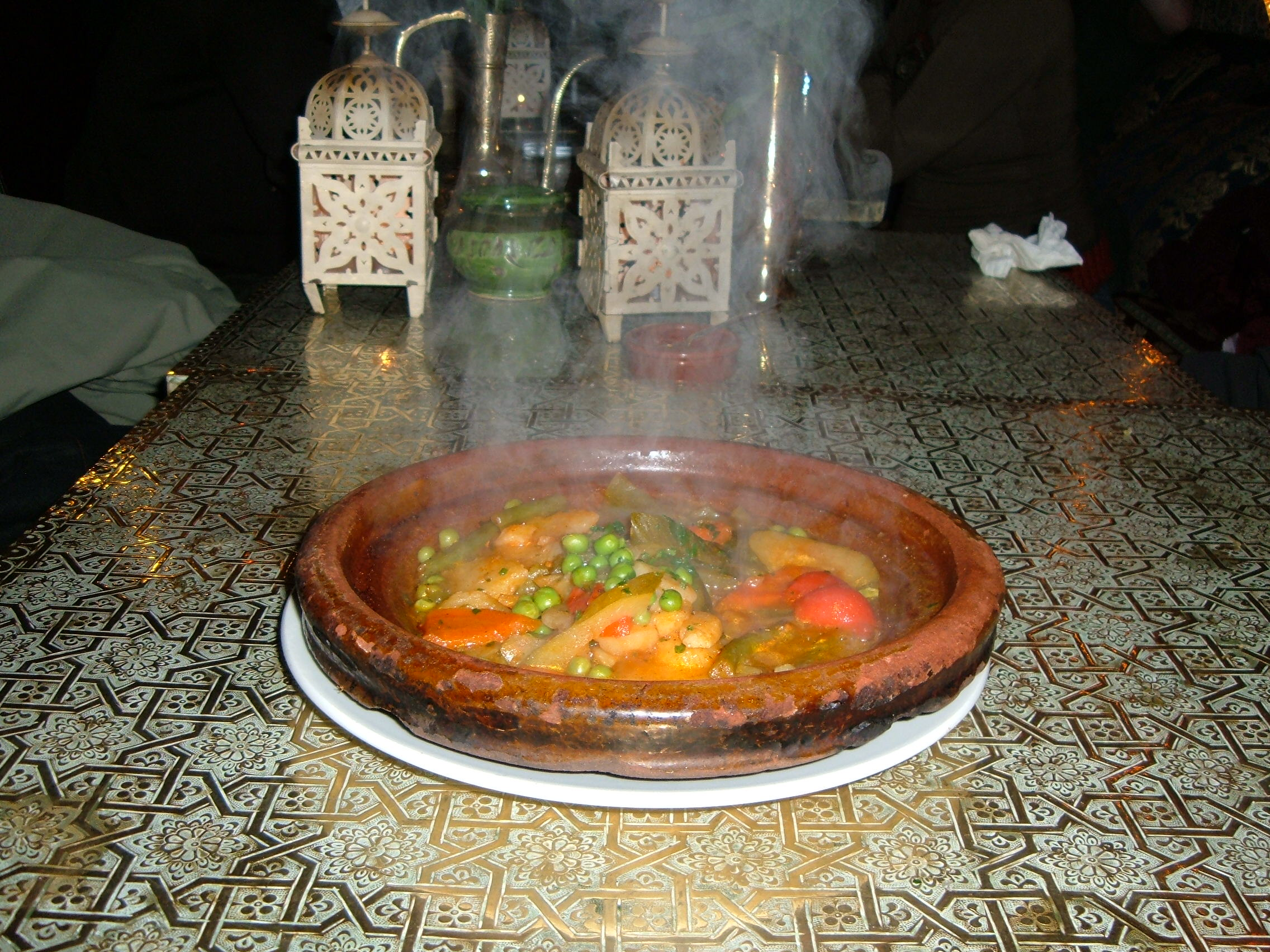
Aufgedeckte geschmorte Tajine, hier ausschließlich auf der Grundlage von Gemüse zubereitet

Klassischerweise stellt man die Tajine in Nordafrika zum Schmoren auf ein Holzkohlefeuer. Man kann sie jedoch auch im Backofen verwenden, dann ähnelt der Garprozess dem im Römertopf. In der nordafrikanischen Küche werden sowohl deftige Gerichte mit Fleisch und Fisch als auch Süßspeisen in Tajines zubereitet. Zum Servieren wird die Tajine auf den Tisch gestellt, und die Gäste bedienen sich direkt daraus, ohne einen eigenen Teller zu verwenden. 
Tajines werden heute auch in Europa verkauft. Die meisten hier erhältlichen Tajine-Kochbücher enthalten orientalische, insbesondere marokkanische Rezepte, doch mitunter auch Anleitungen zu asiatisch, südamerikanisch oder deutsch inspirierten modernen Kreationen.

## Zutaten
Die traditionelle Würze salziger Tajines besteht insbesondere aus gemahlenem Zimt, Ingwer, Paprika, Kreuzkümmel; dazu kommen fast immer Zwiebel und Knoblauch, Salz und Pfeffer, die zu Beginn der Zubereitung mit dem Fleisch angebraten werden. Auch Zucker wird einigen Gerichten beigefügt. Gern werden die Gerichte mit Rosinen, Backpflaumen, Stücken von salzig eingelegten Zitronen, Oliven oder Gemüse angereichert. Fisch- und reine Gemüse-Tajines werden meist wie die Fleisch-Tajines abgeschmeckt. Frische Petersilie und Koriander kommen zur Abrundung hinzu. Die beliebtesten Fleischsorten sind Lamm und Huhn; auch Hammel, Rind und Kalb werden verwendet. Die Verwendung von Schweinefleisch ist nicht üblich. Als marokkanische Klassiker gelten Lamm mit Backpflaumen und Huhn mit Salzzitronen und grünen Oliven. Sie werden mit Fladenbrot gegessen, das traditionell das Besteck ersetzt. In Touristenrestaurants werden Messer und Gabel dazu gereicht. In Restaurants werden die Speisen oft in Ein-Portionen-Tajines zubereitet, in den Familien zumeist eine große Tajine für alle.